# Miagrammopes albomaculatus
Miagrammopes albomaculatus es una especie de araña araneomorfa del género Miagrammopes, familia Uloboridae. Fue descrita científicamente por Thorell en 1891.
Habita en islas Nicobar.